# Президент Ирана
Президент Ирана (перс. رئیس‌جمهور ایران, Rayis Jomhur-e Irān) — государственная должность, введённая в Иране после того, как Иран стал исламской республикой в 1979 году.
Должность президента в Исламской Республике Иран не подразумевает статуса главы государства, каковым, согласно Конституции Ирана, считается Высший руководитель Ирана,  избираемый Советом экспертов пожизненно. После упразднения в 1989 году поста премьер-министра Президент Ирана исполняет обязанности главы правительства (кабинета) наряду с иными функциями. Президент Ирана избирается на всеобщих выборах на 4 года и не может занимать должность более двух сроков подряд.

## Список президентов Ирана
| №     | Президент                                | Президент | Дата начала полномочий | Дата окончания полномочий          |
| ----- | ---------------------------------------- | --------- | ---------------------- | ---------------------------------- |
| 1     | Сеид Абольхасан Банисадр (1933—2021)     |           | 25 января 1980         | 21 июня 1981 снят с должности      |
| 2     | Мохаммад Али Раджаи (1933—1981)          |           | 2 августа 1981         | 30 августа 1981 убит               |
| 3     | Сеид Али Хосейни Хаменеи (род. 1939)     |           | 2 октября 1981         | 2 августа 1989                     |
| 4     | Али Акбар Хашеми Рафсанджани (1934—2017) |           | 3 августа 1989         | 2 августа 1997                     |
| 5     | Сеид Мохаммад Хатами (род. 1943)         |           | 3 августа 1997         | 2 августа 2005                     |
| 6     | Махмуд Ахмадинежад (род. 1956)           |           | 3 августа 2005         | 3 августа 2013                     |
| 7     | Хасан Рухани (род. 1948)                 |           | 3 августа 2013         | 3 августа 2021                     |
| 8     | Сеид Ибрахим Раиси (1960—2024)           |           | 3 августа 2021         | 19 мая 2024 погиб в авиакатастрофе |
| и. о. | Мохаммад Мохбер (род. 1955)              |           | 19 мая 2024            | 30 июля 2024                       |
| 9     | Масуд Пезешкиан (род. 1954)              |           | 30 июля 2024           | действующий                        |